# Нахль
Нахль (араб. نخل) — місто в провінції Ель-Батіна Султанату Оман, центр однойменного вілайєту. Розташований за 40 км на південь від Оманської затоки, приблизно за 90 км на північний захід від Маскату. Населення 2003 становило 16372 людини. За оцінкою 2008 року населення могло досягти 19003 мешканців.

## Пам'ятки
У Нахлі розташований один з найбільш красивих і великих історичних фортів, оточений з трьох сторін фінікової гаєм. Форт стоїть на 200-метровому пагорбі біля підніжжя гір Східні Хаджар. Вважається, що він був побудований ще в доісламські часи. Зараз у форті розташовується музей. Вхідний квиток коштує 500 байсів. Поруч (Ваді Ель-Аб'яд) протікає гарячий струмок, у якому водяться маленькі прісноводні рибки. Струмок не пересихали навіть у найспекотніше літо.

## Вілайєт Нахла
До вілайєту відносяться кілька сіл, населення працює в державних і приватних підприємствах, задіяно в сільському господарстві, розведенні домашньої худоби. Основні сільськогосподарські культури: фініки, гранати, персики, абрикоси, виноград, волоські горіхи, айва. У вілайєті є ще кілька менш відомих фортів і окремих веж.

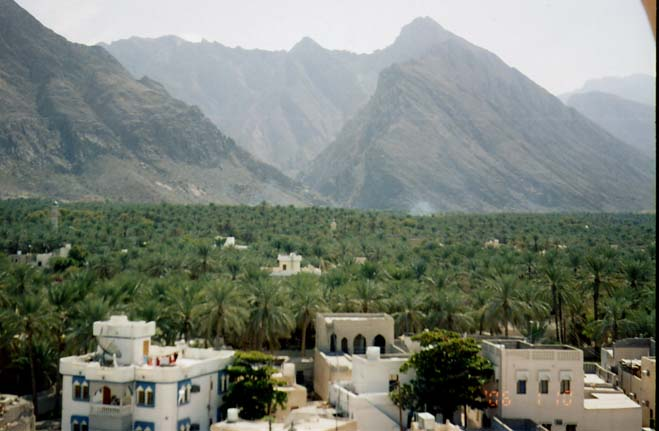
Фінікові гаї